# Malbergbahn

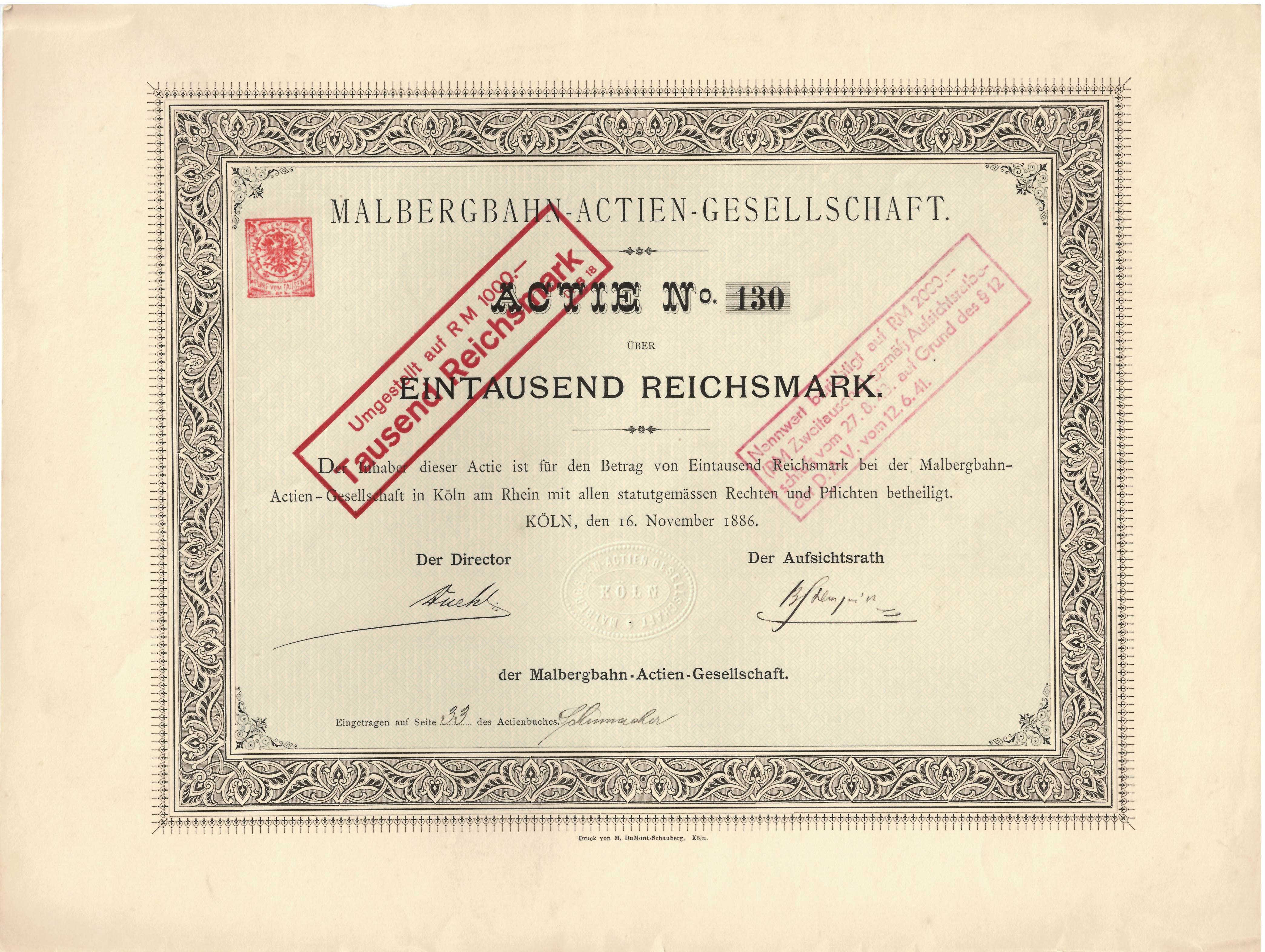
Aktiebrev för Malbergbahn AG från november 1886

Malbergbahn var en vattenbarlastad bergbana, som mellan juni 1887 och 1979 trafikerade sträckan mellan Bad Ems och hotellet på Hohen Malberg. Den blev 1981 ett byggnadsminnesmärke. 
Staden Bad Ems beslöt på 1870-talet att bygga ett kurhotell på det 350 meter höga Hohen Malberg. Hotellbygget påbörjades i november 1886 och i juni 1887 blev en bergbana dit klar. 
Driften inställdes 1979. 
År 2014 renoverades dalstationen. År 2019 såldes bergstationen till en privatperson.

## Teknik
Malbergbahn var en vattenbarlastad bergbana med ledkuggstång enligt system Riggenbach, som fungerade för bromsning och hastighetsreglerare. Sträckan med dubbelspår hade en spårvidd på 1000 millimeter och var 520 meter lång. Höjdskillnaden mellan dalstation och bergsstation var  260 meter och den högsta stigvinkeln 545 promille. Högsta hastighet var till 1963 7 km/h och därefter 12 km/h, med en medelhastighet  5,4 km/h. Barlastvattnet pumpades tillbaka till bergstationen.

## Bildgalleri

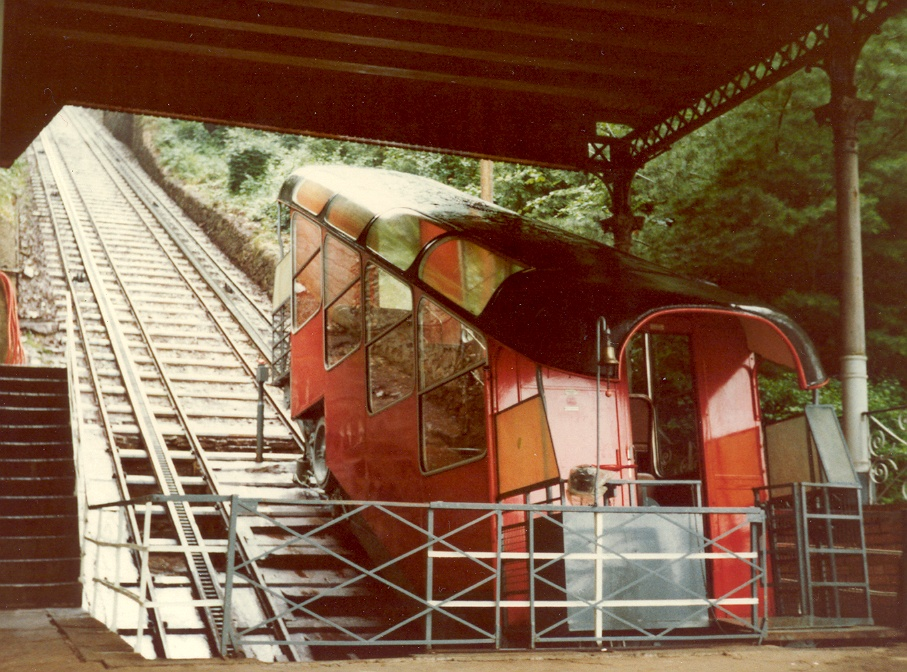
Vagn på dalstationen, 1978
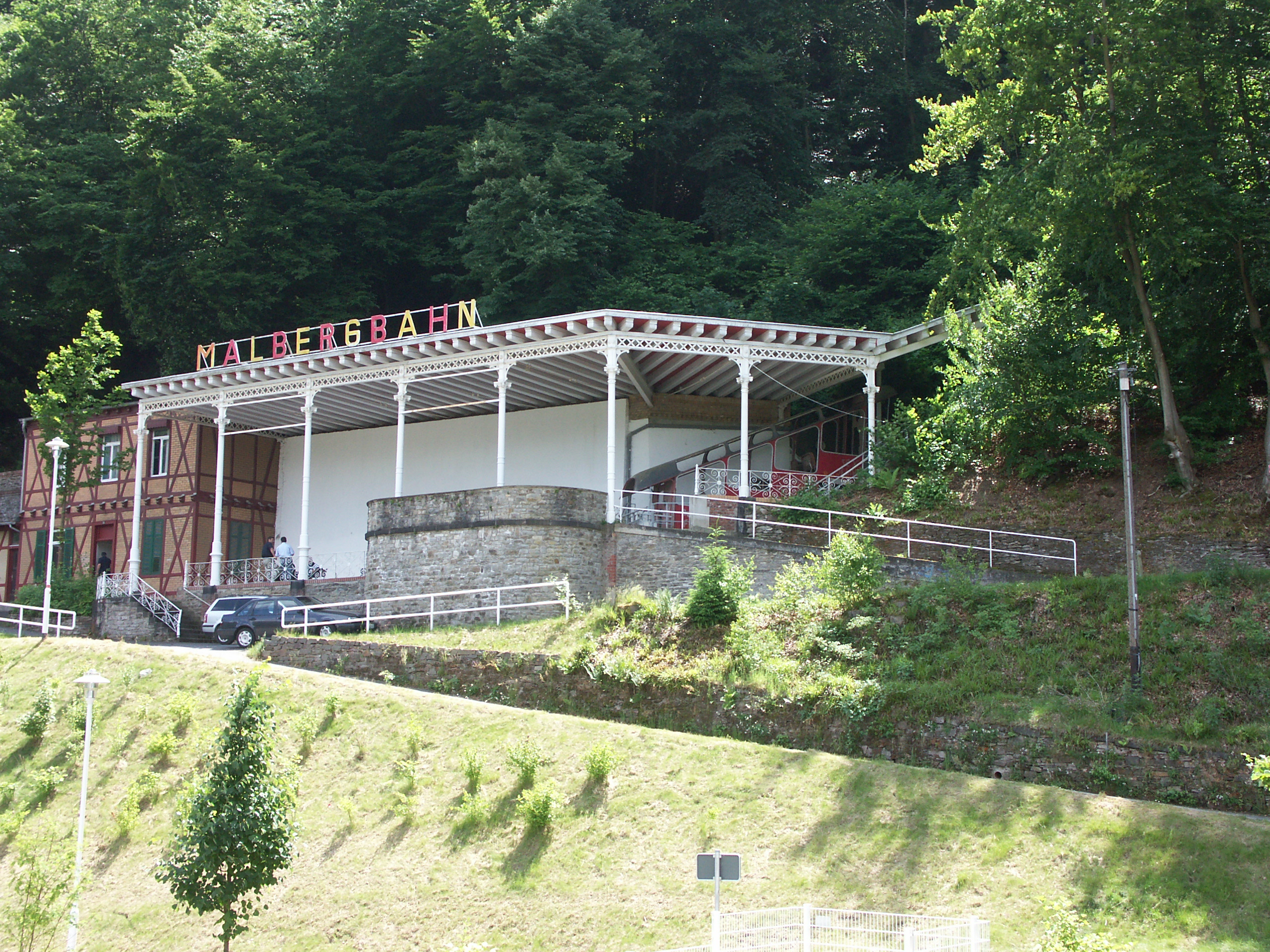
Dalstationen, 2008
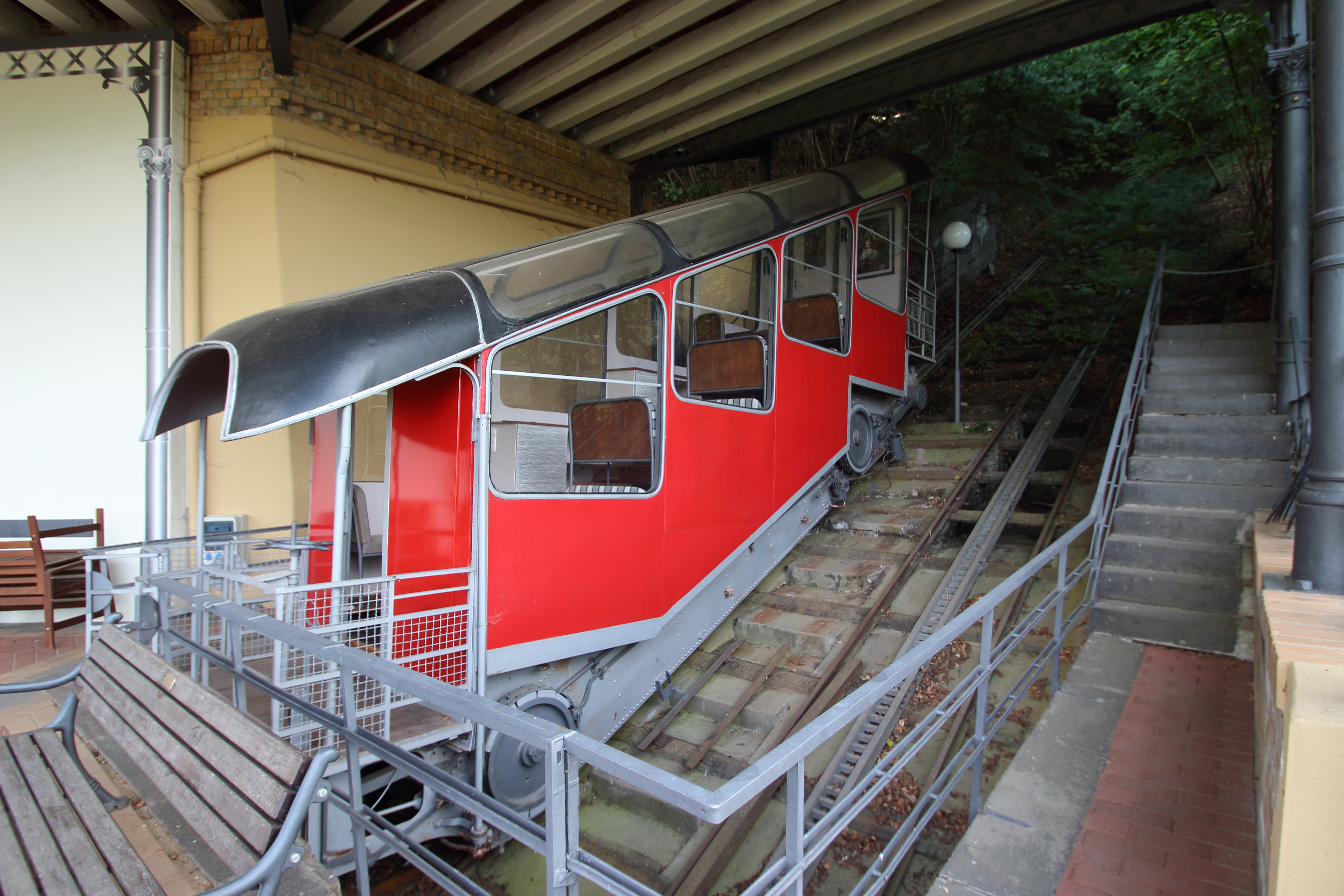
Renoverad vagn på dalstationen, 2018
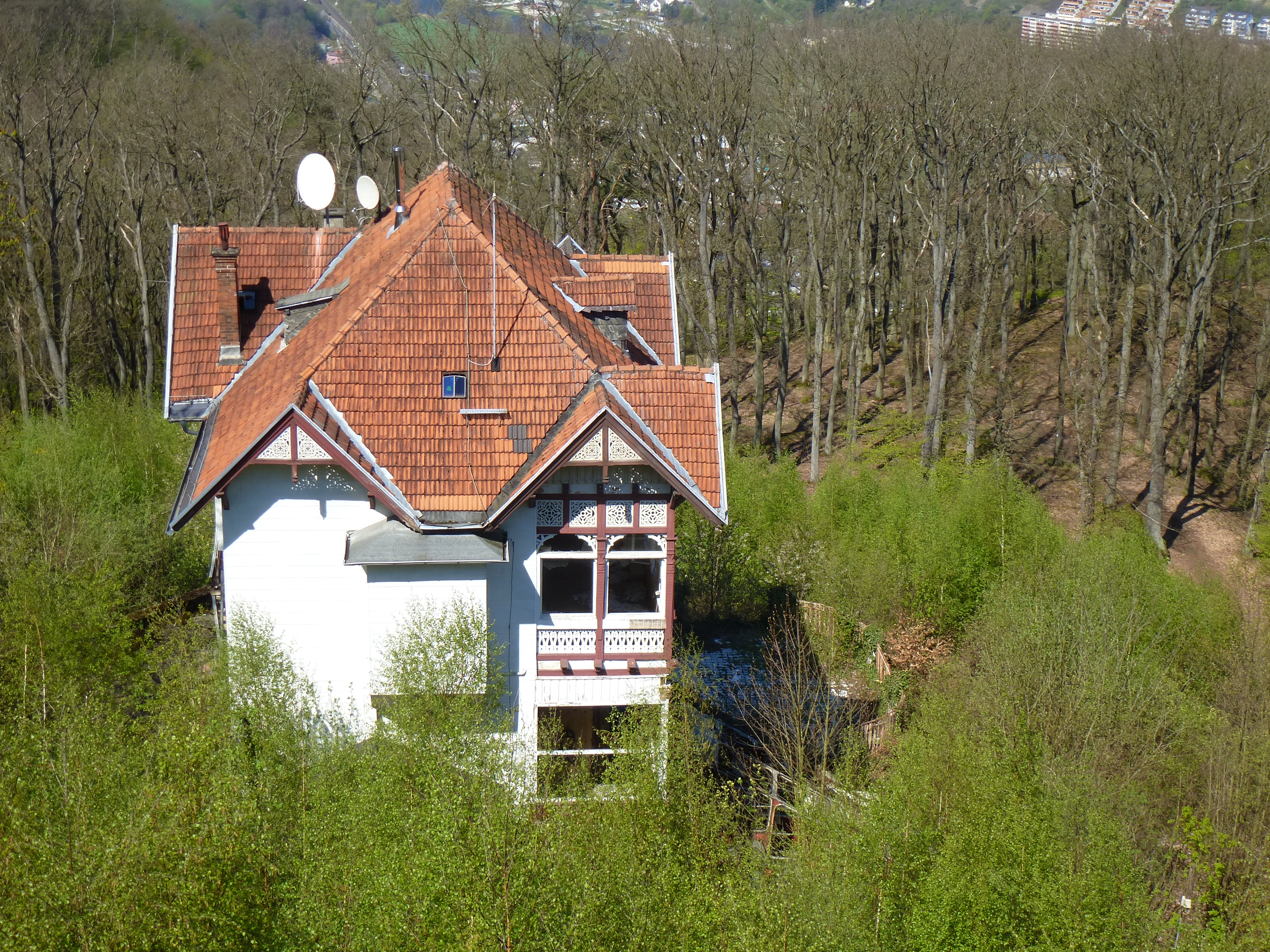
Bergstationen, 2019